# Henrik Bjørdal
Henrik Rørvik Bjørdal (Ålesund, 4 febbraio 1997) è un calciatore norvegese, centrocampista del Vålerenga.

## Carriera

### Club
Bjørdal ha iniziato la carriera professionistica con la maglia dell'Aalesund. Ha esordito nell'Eliteserien in data 13 maggio 2013, subentrando a Michael Barrantes nella vittoria per 7-1 sul Lillestrøm. Il 24 aprile 2014 ha realizzato la prima rete in squadra: è andato in gol nel primo turno del Norgesmesterskapet, nel successo per 0-5 sul campo del Bergsøy. Il 14 agosto ha segnato la prima rete nella massima divisione, in occasione della vittoria per 2-1 sullo Strømsgodset.
Il 27 gennaio 2016, gli inglesi del Brighton & Hove hanno ufficializzato l'ingaggio di Bjørdal, che ha firmato un contratto valido sino al 30 giugno 2018 con la compagine militante in Championship. Non ha disputato alcun incontro in squadra fino al mese di marzo 2017, limitandosi a giocare per le formazioni giovanili del club.
Il 6 marzo 2017, gli svedesi dell'IFK Göteborg hanno reso noto d'aver ingaggiato Bjørdal con la formula del prestito, fino al 16 luglio successivo: ha scelto la maglia numero 20.

### Nazionale
Bjørdal ha rappresentato la Norvegia a livello Under-15, Under-16, Under-17, Under-18 e Under-19. Il 28 maggio è stato convocato per la prima volta nella Under-21 dal commissario tecnico Leif Gunnar Smerud, in vista della partita valida per le qualificazioni al campionato europeo di categoria del 2017 contro la Bosnia-Erzegovina e per l'amichevole contro l'Austria. Il 13 giugno, ha sostituito Petter Strand nei minuti finali della vittoria per 2-0 contro la formazione bosniaca, effettuando così il proprio esordio.

## Statistiche

### Presenze e reti nei club
Statistiche aggiornate al 18 febbraio 2021.
| Stagione               | Club                   | Campionato             | Campionato | Campionato | Coppe nazionali | Coppe nazionali | Coppe nazionali | Coppe continentali | Coppe continentali | Coppe continentali | Supercoppe | Supercoppe | Supercoppe | Totale | Totale |
| Stagione               | Club                   | Comp                   | Pres       | Reti       | Comp            | Pres            | Reti            | Comp               | Pres               | Reti               | Comp       | Pres       | Reti       | Pres   | Reti   |
| ---------------------- | ---------------------- | ---------------------- | ---------- | ---------- | --------------- | --------------- | --------------- | ------------------ | ------------------ | ------------------ | ---------- | ---------- | ---------- | ------ | ------ |
| 2013                   | Aalesund               | ES                     | 2          | 0          | CN              | 0               | 0               | -                  | -                  | -                  | -          | -          | -          | 2      | 0      |
| 2014                   | Aalesund               | ES                     | 22         | 0          | CN              | 3               | 1               | -                  | -                  | -                  | -          | -          | -          | 25     | 1      |
| 2015                   | Aalesund               | ES                     | 30         | 1          | CN              | 3               | 1               | -                  | -                  | -                  | -          | -          | -          | 33     | 2      |
| Totale Aalesund        | Totale Aalesund        | Totale Aalesund        | 54         | 1          |                 | 6               | 2               |                    | -                  | -                  |            | -          | -          | 60     | 3      |
| gen.-giu. 2016         | Brighton & Hove        | FLC                    | 0          | 0          | FACup+CdL       | -               | -               | -                  | -                  | -                  | -          | -          | -          | 0      | 0      |
| 2016-mar. 2017         | Brighton & Hove        | FLC                    | 0          | 0          | FACup+CdL       | 0               | 0               | -                  | -                  | -                  | -          | -          | -          | 0      | 0      |
| mar.-lug. 2017         | IFK Göteborg           | A                      | 14         | 0          | CS              | 1               | 0               | -                  | -                  | -                  | -          | -          | -          | 15     | 0      |
| 2017-2018              | Brighton & Hove        | PL                     | 0          | 0          | FACup+CdL       | 0               | 0               | -                  | -                  | -                  | -          | -          | -          | 0      | 0      |
| Totale Brighton & Hove | Totale Brighton & Hove | Totale Brighton & Hove | 0          | 0          |                 | 0               | 0               |                    | -                  | -                  |            | -          | -          | 0      | 0      |
| 2018-2019              | Zulte Waregem          | D1                     | 14+10      | 0+2        | CB              | 1               | 0               | -                  | -                  | -                  | -          | -          | -          | 25     | 2      |
| 2019-2020              | Zulte Waregem          | D1                     | 20         | 2          | CB              | 3               | 0               | -                  | -                  | -                  | -          | -          | -          | 23     | 2      |
| Totale Zulte Waregem   | Totale Zulte Waregem   | Totale Zulte Waregem   | 34+10      | 2+2        |                 | 4               | 0               |                    | -                  | -                  |            | -          | -          | 48     | 4      |
| set.-dic. 2020         | Vålerenga              | ES                     | 14         | 3          | -               | -               | -               | -                  | -                  | -                  | -          | -          | -          | 14     | 3      |
| Totale                 | Totale                 | Totale                 | 116+10     | 6+2        |                 | 11              | 2               |                    | -                  | -                  |            | -          | -          | 137    | 10     |

## Palmarès

### Club

#### Competizioni nazionali
- 1. divisjon: 1

Vålerenga: 2024